# Maurizio Bellet
Maurizio Bellet (Luik, 18 november 1952) is een Italiaans voormalig wielrenner.

## Carrière
Bellet nam deel aan vier grote rondes waarvan hij er twee uitreed, zijn beste resultaat was een 43e plaats in de Vuelta van 1978.

## Resultaten in de voornaamste wedstrijden
| Jaar | Ronde van Italië | Ronde van Frankrijk | Ronde van Spanje |
| ---- | ---------------- | ------------------- | ---------------- |
| 1975 |                  |                     |                  |
| 1976 |                  | opgave              | opgave           |
| 1977 |                  |                     |                  |
| 1978 |                  |                     | 43e              |
| 1979 |                  | 82e                 |                  |
| 1980 |                  |                     |                  |
| 1981 |                  |                     |                  |

| Jaar | Milaan-San Remo | Luik-Bast.‑Luik | Parijs-Nice | E3 Harelbeke | Scheldeprijs |
| ---- | --------------- | --------------- | ----------- | ------------ | ------------ |
| 1975 |                 |                 |             |              |              |
| 1976 |                 |                 | 67e         |              |              |
| 1977 | 88e             |                 |             | 32e          |              |
| 1978 |                 |                 |             |              | 14e          |
| 1979 |                 | 31e             | 78e         |              |              |
| 1980 |                 |                 |             |              |              |
| 1981 |                 |                 |             |              |              |

Wielerploegen van Maurizio Bellet
Allan ·
Bellet ·
Bracke ·
Dalgal ·
Debosscher ·
Draux ·
Jiménez ·
Libouton ·
McCormack (tot 15/06) ·
Scheers ·
Schroyens ·
Swerts · 
Van De Vijver · 
Van Den Broeck ·
Van Der Linden ·
Van der Slagmolen ·
Van Uffel ·
Vandersnickt ·
Vanderveken
Bellet ·
De Haes ·
Heirweg ·
Jiménez ·
Maas ·
Mintkiewicz ·
Nulens ·
Ongenae ·
Pevenage ·
Schepers ·
Schönbacher ·
Stamsnijder ·
Tackaert ·
Thoelen ·
Van Calster · 
Van Heer ·
Vandersnickt · 
Verbrugge
Bellet ·
Beyssens ·
Borguet ·
Criquielion ·
De Muynck ·
De Smet ·
De Wilde ·
Desaever ·
Jesson (tot 15/06) ·
Kelly ·
Malfait ·
Meslet ·
Peeters ·
Plummer ·
Pollentier ·
Sonnet ·
Van Calster ·
Van Den Bossche ·
Wynants
Bellet ·
Borguet ·
Broers ·
Colman ·
Criquielion ·
Dalgal ·
De Muynck ·
De Smet ·
De Wilde ·
Devos ·
Girard ·
Kelly ·
Malfait ·
Nilsson ·
Onghena ·
E. Planckaert ·
W. Planckaert ·
Plummer ·
Urbany ·
Van Calster ·
Van Den Bossche ·
Wynants ·
Wyffels